# Cratere Callicrates
Callicrates è un cratere d'impatto presente sulla superficie di Mercurio, a 66,49° di latitudine sud e 30,36° di longitudine ovest. Il suo diametro è pari a 68 km.
Il cratere è stato battezzato dall'Unione Astronomica Internazionale in onore dell'architetto greco Callicrate.